# Bob-Europameisterschaft 1972
Die Bob-Europameisterschaft 1972 wurde am 13. und 14. Januar im Zweierbob und am 19. und 20. Januar 1972 im Viererbob zum zweiten Mal auf dem Olympia Bob Run St. Moritz–Celerina im schweizerischen St. Moritz ausgetragen. Dieser war und ist eine Natureisbahn. Die EM war für fast alle Bobteams der letzte aussagekräftige Wettbewerb vor den Olympischen Spielen im fernen Japan. Aus Rücksicht auf die frühe Abreise der Mannschaften nach Japan in der letzten Januarwoche, um noch ausreichend trainieren zu können, wurden die Wettbewerbe auf Wochentage verschoben.

## Zweierbob
Bereits nach den ersten beiden Läufen zeigte sich in Abwesenheit der für Olympia qualifizierten italienischen und rumänischen Bobs, die schon nach Japan abgeflogen waren, die Favoritenstellung der beiden bundesdeutschen Bobs, den Vorjahreseuropameistern Bader/Floth und den Europameistern von 1968 Zimmerer/Utzschneider. Um den dritten Platz kämpften noch drei Bobs. Der zweite Wettkampftag begann mit einer Schrecksekunde. Das österreichische Duo Kaltenberger/Breg überfuhr trotz Bremsversuch einen in die Bahn geratenen Hund. Das Team durfte daraufhin seinen Lauf nochmals wiederholen. Während sich nach dem dritten Lauf auf den ersten beiden Plätzen in der Reihenfolge nichts geändert hatte, verdrängte das bundesdeutsche Team Heiß/Hauptmann den Schweizer Bob Wicki/Hubacher vom Bronzerang, wenn auch nur mit neun Hundertstel Sekunden Vorsprung. Allerdings versagten Bobpilot Klaus Heiß im letzten Lauf scheinbar die Nerven, durch eine sehr unkontrollierte Fahrt fielen sie am Ende noch auf den sechsten Platz zurück. Den Bronzerang sicherten sich letztlich die Eidgenossen Wicki/Hubacher, die mit einer soliden Fahrt den zwischenzeitlichen Rückstand mehr als wettmachten. Und auch der Kampf um Gold wurde erst im letzten Lauf entschieden. Hatten Zimmerer/Utzschneider nach dem dritten Lauf noch 36 Hundertstel Rückstand auf Floth/Bader, waren sie am Ende mit sieben Zehntel Vorsprung die neuen Europameister. Mit Laufbestzeit hatten die Ohlstädter vorgelegt, Floth/Bader legten hingegen eine sehr mäßige Fahrt hin und waren über eine Sekunde langsamer als die neuen Titelträger.
| Platz | Bob                                                            | 1. Lauf | 2. Lauf | 1. Tag  | 3. Lauf | 4. Lauf | Gesamtzeit Rückstand |
| ----- | -------------------------------------------------------------- | ------- | ------- | ------- | ------- | ------- | -------------------- |
| 1     | BR Deutschland II Wolfgang Zimmerer Peter Utzschneider         | 1:17,49 | 1:17,33 | 2:34,82 | 1:17,59 | 1:16,94 | 5:09.35              |
| 2     | BR Deutschland I Horst Floth Pepi Bader                        | 1:16,32 | 1:18,03 | 2:34,35 | 1:17,70 | 1:18,02 | 5:10.07 +0.72        |
| 3     | Schweiz I Jean Wicki Edy Hubacher                              | 1:17,60 | 1:18,44 | 2:36,04 | 1:17,95 | 1:18,02 | 5:12,01 +2.66        |
| 4     | Schweiz II Hans Candrian Gaudenz Beeli                         | 1:18,17 | 1:18,33 | 2:36,50 | 1:18,73 | 1:17,50 | 5:12.73 +3.38        |
| 5     | Österreich I Herbert Gruber Josef Oberhauser                   | 1:18,58 | 1:18,82 | 2:37,40 | 1:18,28 | 1:17,81 | 5:13.49 +4.14        |
| 6     | BR Deutschland III Klaus Heiß Theo Hauptmann                   | 1:18,07 | 1:18,37 | 2:36,44 | 1:17,47 | 1:19,83 | 5:13.74 +4.39        |
| 7     | BR Deutschland IV Kahl Walz                                    | 1:18,53 | 1:18,68 | 2:37,21 | 1:18,91 | 1:18,33 | 5:14.45 +5.10        |
| 8     | Italien III Aldo d' Andrea Magni                               |         |         | 2:36,50 |         |         | 5:14.46 +5.11        |
| 9     | Vereinigtes Königreich I John Evelyn Bill Sweet                | 1:18,43 | 1:18,87 | 2:37,30 | 1:18,61 | 1:18,56 | 5:14.47 +5.12        |
| 10    | Schweiz IV Luedi Häseli                                        | 1:18,65 | 1:18,96 | 2:37,61 | 1:18,74 | 1:18,19 | 5:14.54 +5.19        |
| 11    | Österreich II Werner Delle Karth Fritz Sperling                | 1:18,47 | 1:18,46 | 2:36,93 | 1:19,48 | 1:18,62 | 5:15.03 +5.68        |
| 12    | Schweden II Rolf Höglund Höglund                               |         |         |         |         |         | 5:15.10 +5.75        |
| 13    | Schweiz III Hansruedi Müller Hans Hiltebrand                   |         |         |         |         |         | 5:15.56 +6.21        |
| 14    | Frankreich II Gérard Christaud-Pipola Jacques Christaud-Pipola |         |         |         |         |         | 5:15.59 +6.24        |
| 15    | Österreich III Max Kaltenberger Otto Breg                      |         |         |         |         |         | 5:15.90 +6.55        |
| 16    | Frankreich I Patrick Parisot Gilles Morda                      |         |         |         |         |         | 5:16.42 +7.07        |
| 17    | Italien II d'Andrea Carlesso                                   |         |         |         |         |         | 5:16.77 +7.42        |
| 18    | Vereinigtes Königreich III John Maurice Hammond Peter Clifford |         |         |         |         |         | 5:17.98 +8.63        |
| 19    | Rumänien II Stavarache Yuncu                                   |         |         |         |         |         | 5:18.87 +9.52        |

## Viererbob
Anders als von den Veranstaltern erhofft, waren für Olympia qualifizierten Sportler bei der EM im Viererbob schon nicht mehr am Start, was die Qualität vielleicht etwas schmälerte, an Spannung aber nichts einbüsste. Insgesamt gingen 21 Bobs aus neun Nationen an den Start. Nach der Halbzeit lag etwas überraschend der bundesdeutsche Bob mit Pilot Herbert Pitka an erster Stelle. Der Ohlstädter, der immerhin schon EM-Bronze im Vierer aufweisen konnte, lag mit sechs Zehnteln vor dem Schweizer Bob mit Pilot Hansruedi Müller. Dahinter hatten der Österreicher Werner Delle Karth und selbst der bundesdeutsche Bob mit Pilot Herbert van den Ende noch realistische Medaillenchancen. Am zweiten Wettkampftag entschied sich das Rennen letztlich bereits im dritten Lauf, als Herbert Pitka keine Ideallinie fand und hinter den Schweizer Bob um Hansruedi Müller zurückfiel, jedoch nur mit sechs Hundertstel Rückstand. Doch auch im letzten Lauf vermochte der Ohlstädter sich nicht zu steigern, so dass der Rückstand nach einer sehr guten Ffahrt Müllers noch größer wurde. Der Österreicher Werner Delle Karth, dem zwischenzeitlich mehr als nur Bronze zugetraut wurde, vermochte es im letzten Lauf nicht mehr, in den Kampf und Silber oder gar Gold eingreifen zu können.
| Rang | Athleten                                                               | Bob                        | 1. Lauf     | 2. Lauf     | 3. Lauf     | 4. Lauf     | Gesamtzeit Rückstand |
| ---- | ---------------------------------------------------------------------- | -------------------------- | ----------- | ----------- | ----------- | ----------- | -------------------- |
| 1    | Hansruedi Müller Herbert Ott Rudolf Born Hans Hiltebrand               | Schweiz III                | 1:14,53 min | 1:14,22 min | 1:14,50 min | 1:14,79 min | 4:58,80 min          |
| 2    | Herbert Pitka Hermann Pschorr Helmut Wurzer Franz Frey                 | BR Deutschland I           | 1:14,59 min | 1:14,32 min | 1:15,16 min | 1:15,44 min | 4:59,51 min +0.71    |
| 3    | Werner Delle Karth Fritz Sperling Walter Delle Karth jun. Werner Moser | Österreich I               | 1:14,86 min | 1:15,02 min | 1:14,39 min | 1:15,75 min | 5:00,02 min +1.22    |
| 4    | Max Kaltenberger Hans Eichinger Otto Breg Herbert Janko                | Österreich II              | 1:15,95 min | 1:14,41 min | 1:14,96 min | 1:14,90 min | 5:00,22 min +1.42    |
| 5    | Patrick Parisot Michel Grandjean Yannick Bonsang Gilles Morda          | Frankreich I               | 1:15,35 min | 1:14,70 min | 1:15,26 min | 1:15,14 min | 5:00,45 min +1.65    |
| 6    | Helmut van den Ende Günter Panholzer Peter Keiner Harald Wirth         | BR Deutschland III         | 1:14,74 min | 1:15,22 min | 1:15,53 min | 1:15,18 min | 5:00,67 min +1.87    |
| 7    | Guillermo Rosal ?                                                      | Spanien I                  | 1:26,69 min | 1:22,16 min | 1:15,62 min | 1:15,11 min | 5:01,26 min +2.46    |
| 8    | Emile Montangero ?                                                     | Schweiz I                  | 1:16,25 min | 1:15,04 min | 1:15,08 min | 1:15,15 min | 5:01,52 min +2.72    |
| 9    | José Manuel Pérez de Vega ?                                            | Spanien III                | 1:15,79 min | 1:15,47 min | 1:16,26 min | 1:15,94 min | 5:03,46 min +4.66    |
| 10   | Oscar D'Andrea ?                                                       | Italien I                  | 1:15,86 min | 1:15,66 min | 1:16,30 min | 1:15,93 min | 5:03,75 min +4.95    |
| 11   | Lars Nilsson ?                                                         | Schweden II                |             |             |             |             | 5:04,00 min +5.20    |
| 12   | Eugenio de Zordo ?                                                     | Italien III                |             |             |             |             | 5:04,79 min +5.99    |
| 13   | Ferdi Probst ?                                                         | BR Deutschland II          |             |             |             |             | 5:05,08 min +6.28    |
| 14   | Boz Robinson ?                                                         | Vereinigtes Königreich II  |             |             |             |             | 5:05,17 min +6.37    |
| 15   | Rolf Höglund ?                                                         | Schweden I                 |             |             |             |             | 5:06,05 min +7.25    |
| 16   | Juan Jose Alonso ?                                                     | Spanien II                 |             |             |             |             | 5:07,51 min +8.71    |
| 17   | Prinz Michael von Kent ?                                               | Vereinigtes Königreich I   |             |             |             |             | 5:09,70 min +10.90   |
| 18   | Tom Wynne ?                                                            | Vereinigtes Königreich III |             |             |             |             | 5:14,05 min +15.25   |
|      | Fritz Lüdi ?                                                           | Schweiz II                 |             |             |             |             | Gestürzt             |
|      | Maurizio Compagnoni ?                                                  | Italien III                |             |             |             |             | Aufgegeben           |

## Medaillenspiegel
| Platz | Nation         | Gold | Silber | Bronze |
| ----- | -------------- | ---- | ------ | ------ |
| 1     | BR Deutschland | 1    | 2      | –      |
| 2     | Schweiz        | 1    | –      | 1      |
| 3     | Österreich     | –    | –      | 1      |